# Ezequiel Solana
Ezequiel Solana Ramírez (Villarijo, 10 de abril de 1863-Madrid, 1931) fue un pedagogo, humanista, publicista y poeta español. 

## Biografía
A los dieciséis años obtuvo el título de maestro superior en la Escuela Normal de Maestros de Soria, a donde había llegado becado por la Diputación Provincial. Ya como maestro en Zaragoza, comenzó a estudiar Filosofía y Letras, al tiempo que dirigía la revista El Magisterio Aragonés. Se traslada a Madrid, donde prosigue sus estudios universitarios al tiempo que dirige la Escuela número 1 de Madrid. Desde 1885 fue copropietario de la revista El Magisterio Español, que dirigió hasta su muerte. En 1914 fue pensionado por la JAE para estudiar el Bélgica y Francia. Tiene calle en Madrid y aparece en el Catálogo de Autoridades del Ministerio de Cultura.
Fue uno de los impulsores de la celebración de la "Fiesta del árbol", un día en que los alumnos salían de las aulas y eran llevados a plantar árboles. Para dar relevancia a este tipo de actos dedicó uno de sus libros.  
Son nietos suyos Luis y Javier Solana Madariaga.

## Obras
- Cervantes educador (1900)
- El trabajo manual en las escuelas primarias (1903)
- Curso completo de pedagogía (1920)
- Vida y fortuna o arte de bien vivir: páginas dedicadas a los obreros (1925)
- Las memorias de Pepito: Cuartillas de un escolar, corregidas por su maestro (1926)
- Invenciones e inventores (1948)
- Lecciones de cosas (1963)
- Fábulas educativas
- Vidas de grandes hombres

y otras muchas que se pueden ver en el catálogo de la Biblioteca Nacional de España.